# Émilie Aubry (Journalistin)

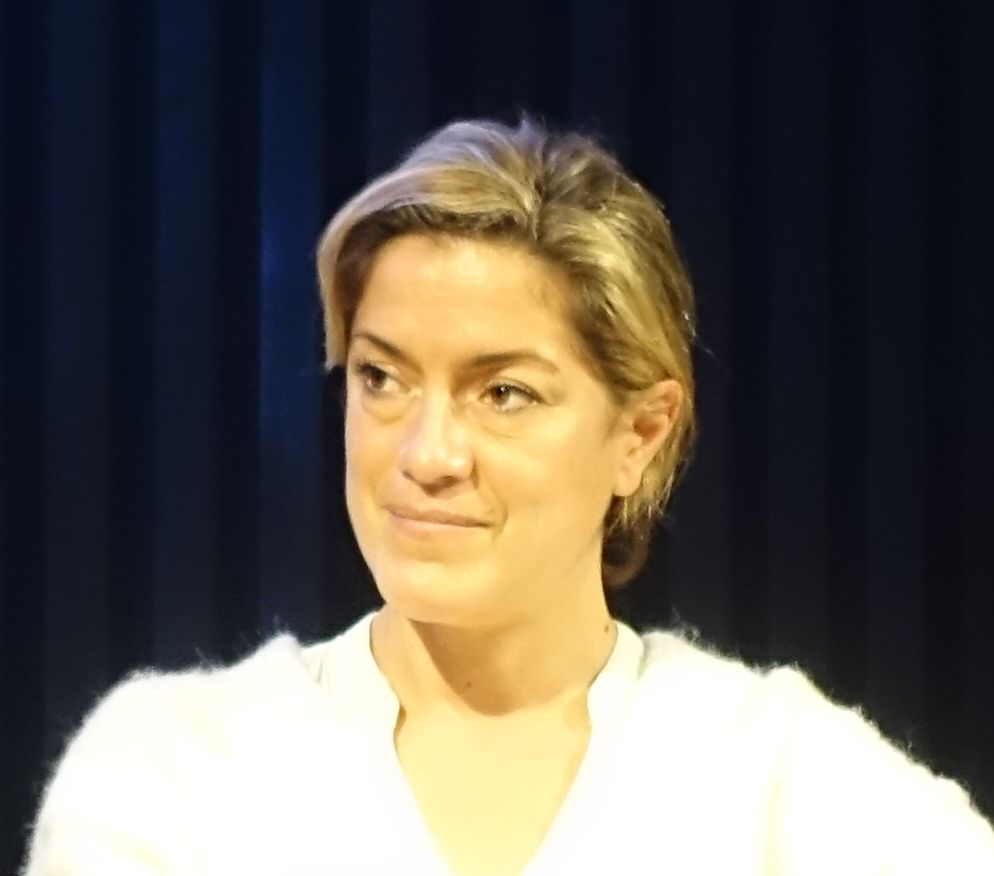
Émilie Aubry

Émilie Aubry (* 1975 in Paris) ist eine französische Rundfunk-Journalistin und Moderatorin.

## Leben
Sie ist die Tochter von Martine Boutang, der Verlegerin der Éditions Grasset & Fasquelle und hat zwei Schwestern; eine davon ist Gwenaëlle Aubry. Émilies Stiefvater ist der Dokumentarfilmer Pierre-André Boutang.
Aubry schloss ihr Studium am Institut d’études politiques de Paris mit Diplom ab. 2001 begann sie beim Fernsehkanal des französischen Parlaments, dem La Chaîne parlementaire (LCP), Berichte zu schreiben und präsentierte die Fernsehnachrichten. 2006 leitete sie drei Debatten im Zusammenhang der Vorwahlen. 2007 präsentierte sie anlässlich der Präsidentschaftswahl das Format Le temps de choisir, in dem sie Kandidaten befragte.
Von Januar 2009 bis Oktober 2011 präsentierte Aubry täglich Global Mag auf Arte.
Seit Januar 2012 präsentiert sie im Wechsel mit Thomas Kausch die Arte-Sendung Thema.
Aubry präsentierte auch das Literaturmagazin La Cité du livre und Grand Écran beim LCP.
Nach dem Tod von Jean-Christophe Victor im Jahr 2016 übernahm sie am 2. September 2017 die Moderation der wöchentlichen Sendung Mit offenen Karten auf Arte und am 10. September 2017 die Radiosendung L’Esprit public, die sonntags zwischen 11 und 12 Uhr von France Culture übertragen wird.